# Lądek (gemeente)
De gemeente Lądek is een landgemeente in het Poolse woiwodschap Groot-Polen, in powiat Słupecki.
De zetel van de gemeente is in Lądek.
Op 30 juni 2004 telde de gemeente 5717 inwoners.

## Oppervlakte gegevens
In 2002 bedroeg de totale oppervlakte van gemeente Lądek 98,32 km², waarvan:
- agrarisch gebied: 89%
- bossen: 3%

De gemeente beslaat 11,73% van de totale oppervlakte van de powiat.

## Demografie
Stand op 30 juni 2004:
| Omschrijving                   | Totaal | Totaal | Vrouwen | Vrouwen | Mannen | Mannen |
| ------------------------------ | ------ | ------ | ------- | ------- | ------ | ------ |
| eenheid                        | aantal | %      | aantal  | %       | aantal | %      |
| inwoners                       | 5717   | 100    | 2831    | 49,5    | 2886   | 50,5   |
| bevolkingsdichtheid (inw./km²) | 58,1   | 58,1   | 28,8    | 28,8    | 29,4   | 29,4   |

In 2002 bedroeg het gemiddelde inkomen per inwoner 1353,75 zł.

## Administratieve plaatsen (sołectwo)
Ciążeń, Dąbrowa, Dolany, Dziedzice, Jaroszyn, Jaroszyn-Kolonia, Ląd, Ląd-Kolonia, Lądek, Piotrowo, Policko, Ratyń, Samarzewo, Sługocin, Sługocin-Kolonia, Wola Koszucka.

## Overige plaatsen
Ciążeń-Holendry, Nakielec, Wacławów.

## Aangrenzende gemeenten
Golina, Kołaczkowo, Pyzdry, Rzgów, Słupca, Zagórów